# Division 1 (Bélgica) 1977-78
La Primera División de Bélgica 1977/78 fue la 75.ª temporada de la máxima competición futbolística en Bélgica.

## Tabla de posiciones
| Pos | Equipo               | PJ | PG | PE | PP | GF | GC | Pts | DG  | Notas                                                |
| --- | -------------------- | -- | -- | -- | -- | -- | -- | --- | --- | ---------------------------------------------------- |
| 1   | Club Brugge K.V.     | 34 | 22 | 7  | 5  | 73 | 48 | 51  | +25 | Clasificado a la Copa de Campeones de Europa 1978-79 |
| 2   | RSC Anderlechtois    | 34 | 22 | 6  | 6  | 69 | 24 | 50  | +55 | Clasificado a la Recopa de Europa 1978-79[1]         |
| 3   | Standard Liège       | 34 | 20 | 9  | 5  | 70 | 33 | 49  | +37 | Clasificado a la Copa de la UEFA 1978-79             |
| 4   | Lierse S.K.          | 34 | 21 | 5  | 8  | 70 | 41 | 47  | +29 | Clasificado a la Copa de la UEFA 1978-79             |
| 5   | SK Beveren-Waas      | 34 | 15 | 10 | 9  | 45 | 29 | 40  | +17 | Clasificado a la Recopa de Europa 1978-79[2]         |
| 6   | K Beerschot VAV      | 34 | 12 | 15 | 7  | 59 | 41 | 39  | +18 |                                                      |
| 7   | R.W.D. Molenbeek     | 34 | 15 | 6  | 13 | 55 | 46 | 36  | +9  |                                                      |
| 8   | Royal Antwerp FC     | 34 | 13 | 10 | 11 | 44 | 35 | 36  | +9  |                                                      |
| 9   | FC Winterslag        | 34 | 13 | 8  | 13 | 50 | 56 | 34  | -6  |                                                      |
| 10  | Beringen FC          | 34 | 13 | 7  | 14 | 38 | 44 | 33  | -6  |                                                      |
| 11  | KSV Waregem          | 34 | 12 | 8  | 14 | 43 | 48 | 32  | -5  |                                                      |
| 12  | R. Charleroi S.C.    | 34 | 12 | 5  | 17 | 40 | 56 | 29  | -16 |                                                      |
| 13  | K.S.C. Lokeren       | 34 | 9  | 10 | 15 | 46 | 46 | 28  | 0   |                                                      |
| 14  | RFC Liégeois         | 34 | 9  | 10 | 15 | 43 | 48 | 28  | -5  |                                                      |
| 15  | R.A.A. Louviéroise   | 34 | 9  | 7  | 18 | 29 | 63 | 25  | -34 |                                                      |
| 16  | K.V. Kortrijk        | 34 | 6  | 12 | 16 | 35 | 53 | 24  | -18 |                                                      |
| 17  | Cercle Brugge K.S.V. | 34 | 4  | 8  | 22 | 24 | 65 | 16  | -41 | Descenso a la Division II                            |
| 18  | K Boom FC            | 34 | 4  | 7  | 23 | 31 | 88 | 15  | -57 | Descenso a la Division II                            |

PJ = Partidos jugados; PG = Partidos ganados; PE = Partidos empatados; PP = Partidos perdidos; GF = Goles a favor; GC = Goles en contra; Pts = Puntos; DG = Diferencia de goles
[1] RSC Anderlechtois clasifica a la Recopa de Europa 1978-79 como defensor del título.
[2] SK Beveren-Waas clasifica a la Recopa de Europa 1978-79 como campeón de la Copa de Bélgica.